# Bandiera della Repubblica Socialista Sovietica Uzbeka

Bandiera della Repubblica Socialista Sovietica Uzbeka

La bandiera della Repubblica Socialista Sovietica Uzbeka fu adottata dalla RSS Uzbeka il 29 agosto 1952. Il blu rappresenta il cielo, il bianco rappresenta il cotone e il rosso la "battaglia rivoluzionaria delle masse dei lavoratori", la falce e martello rappresenta l'unione di contadini e proletari e la stella rossa è il simbolo del proletariato.

## Storia
Precedentemente a questa, la bandiera era rossa con il nome della repubblica sia in lingua uzbeca (Ўзбекистон ССР - O'zbekiston SSR) che in lingua russa (Узбекская ССР - Uzbekskaja SSR) in oro in alto a sinistra.
Tra il 1937 e l'adozione di quest'ultima bandiera, negli anni quaranta, la bandiera era uguale, ma con il nome solo in caratteri in alfabeto latino - OZBEKISTAN SSR.
Tra il 1931 e il 1937, la bandiera era simile, ma con l'abbreviazione uzbeka OzSSC, e il suo equivalente russo - УзССР.
Prima di questa, dal 9 gennaio 1926, la bandiera era uguale, ma con il nome in lingua uzbeca, russa e tagica.
La prima bandiera fu adottata il 22 luglio 1925 ed era rossa, con il nome del paese in lingua araba e in alfabeto cirillico, УзССР in alto a sinistra in dorato.

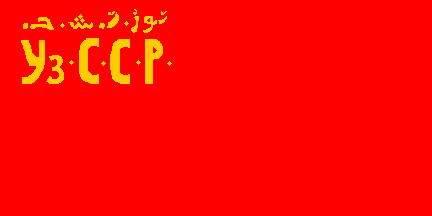
(1925-1926)
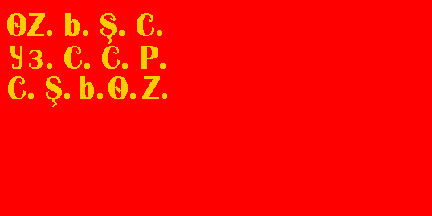
(1926-1931)
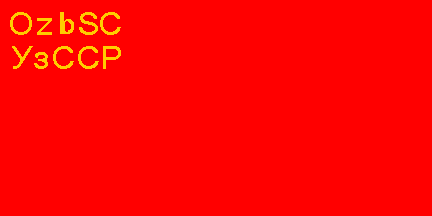
(1931-1935)
(1935-1937)
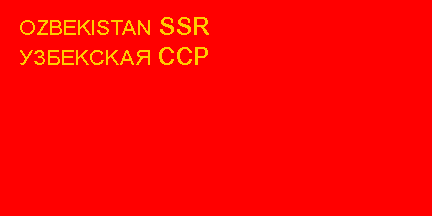
(1937-1941)
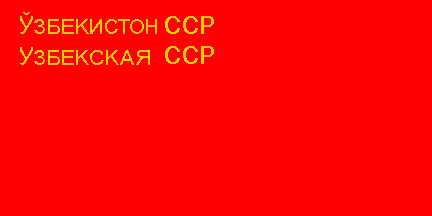
(1941-1952)